# Kostel svatého Jiljí (Libice nad Doubravou)
Kostel svatého Jiljí je římskokatolický kostel, který se nachází na náměstí Svatého Jiljí v Libici nad Doubravou. Spadá pod chotěbořské děkanství a od 3. května 1958 je kulturní památkou.

## Historie
Původní kaple, jež stále na místě kostela, je datována do 11. století. Později k ní byla přistavěna loď a došlo k jejímu povýšení na kostel, který ve 12. století náležel pod německobrodský děkanát. Z roku 1362 se dochoval údaj vypovídající o držbě patronátních práv ke kostela vilémovským klášterem. V 16. století spadal pod farnost libického kostela kostel svaté Kunhuty v Polomi. V roce 1580 přibyla ke stavbě věž. V letech 1654–1672 spadal libický kostel pod studeneckou farnost, a tudíž ztratil titul farního kostela. Ten se mu později vrátil. Během 17. století došlo k barokní přestavbě.

## Popis
Z původního románského kostela, vystavěného z opuky, se dochoval portál a tělo lodi. V místech nad triumfálním obloukem se zachovaly lícní části východního románského štítu.
V interiéru kostela se nachází hlavní empírový oltář svatého Jiljí, postranní oltář ze 2. poloviny 18. století, jenž byl do Libice převezen ze štěpánovského zámku u Bezděkova, a varhany z roku 1834.
Okolo hřbitova se rozprostíral hřbitov, jenž byl k roku 1901 zrušen. Jeho pozůstatky společně s toskánským mariánským sloupem z 18. století taktéž spadají pod památkovou ochranu.

## Galerie

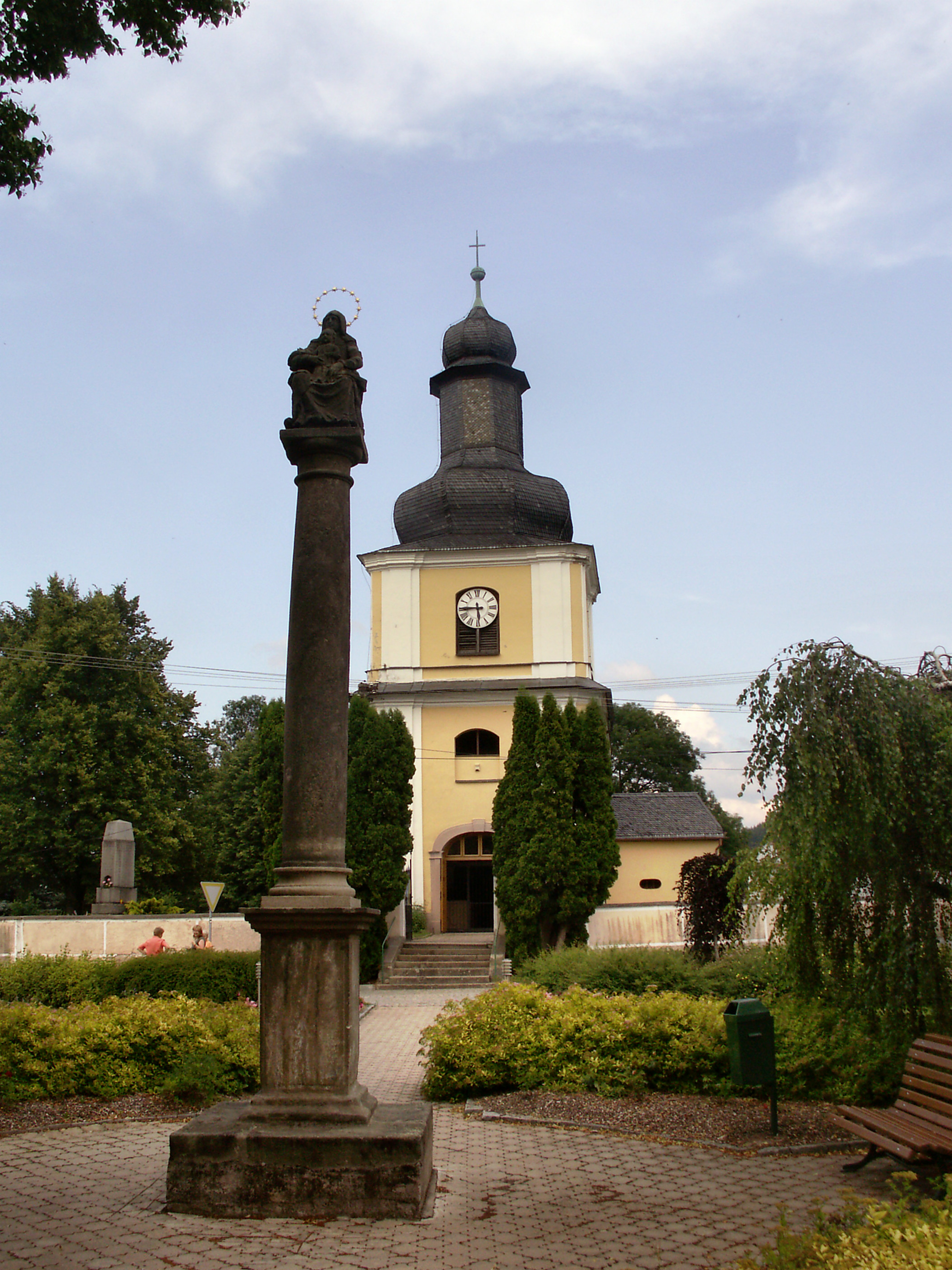
Mariánský sloup
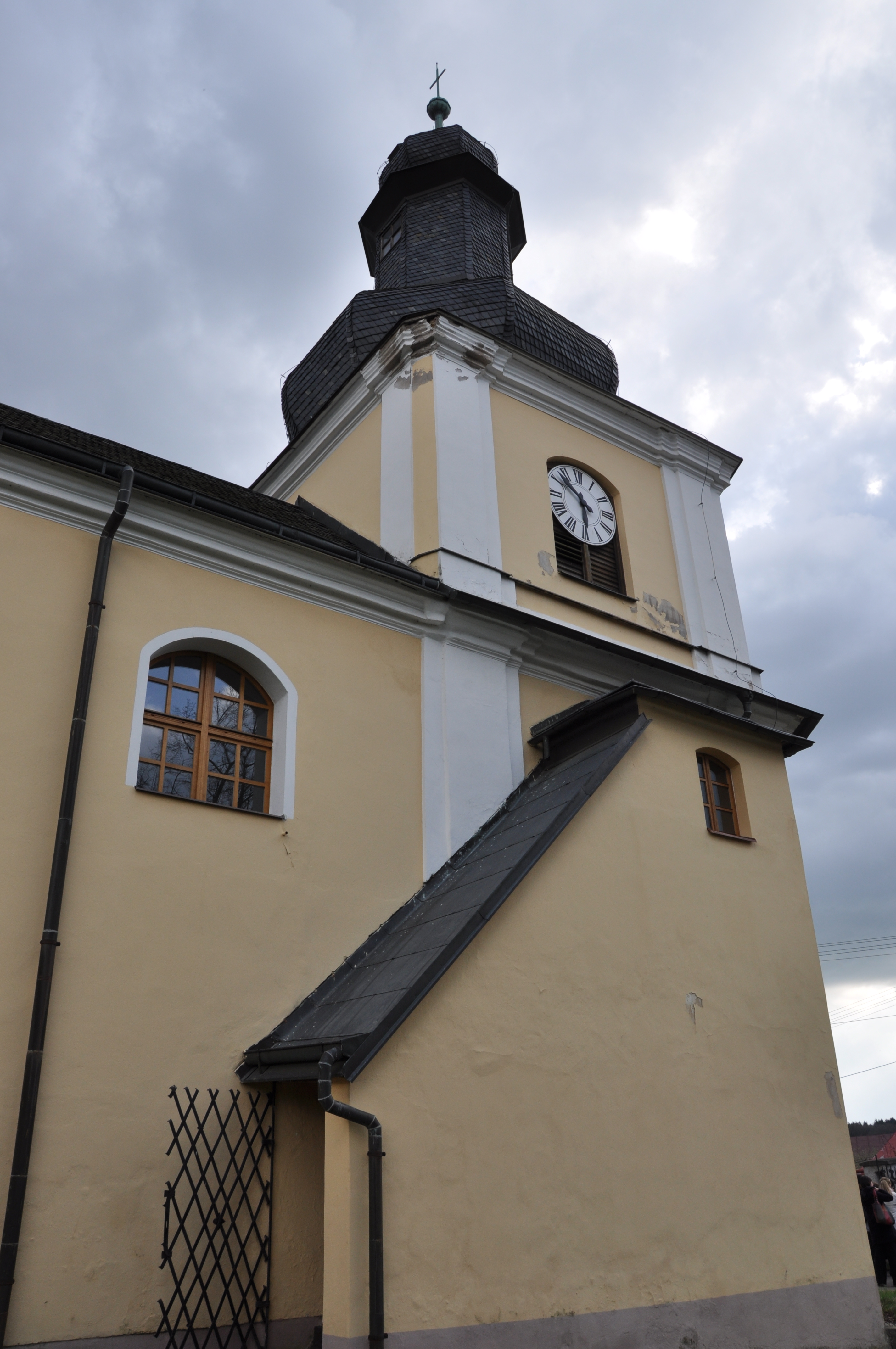
Detail kostelní věže
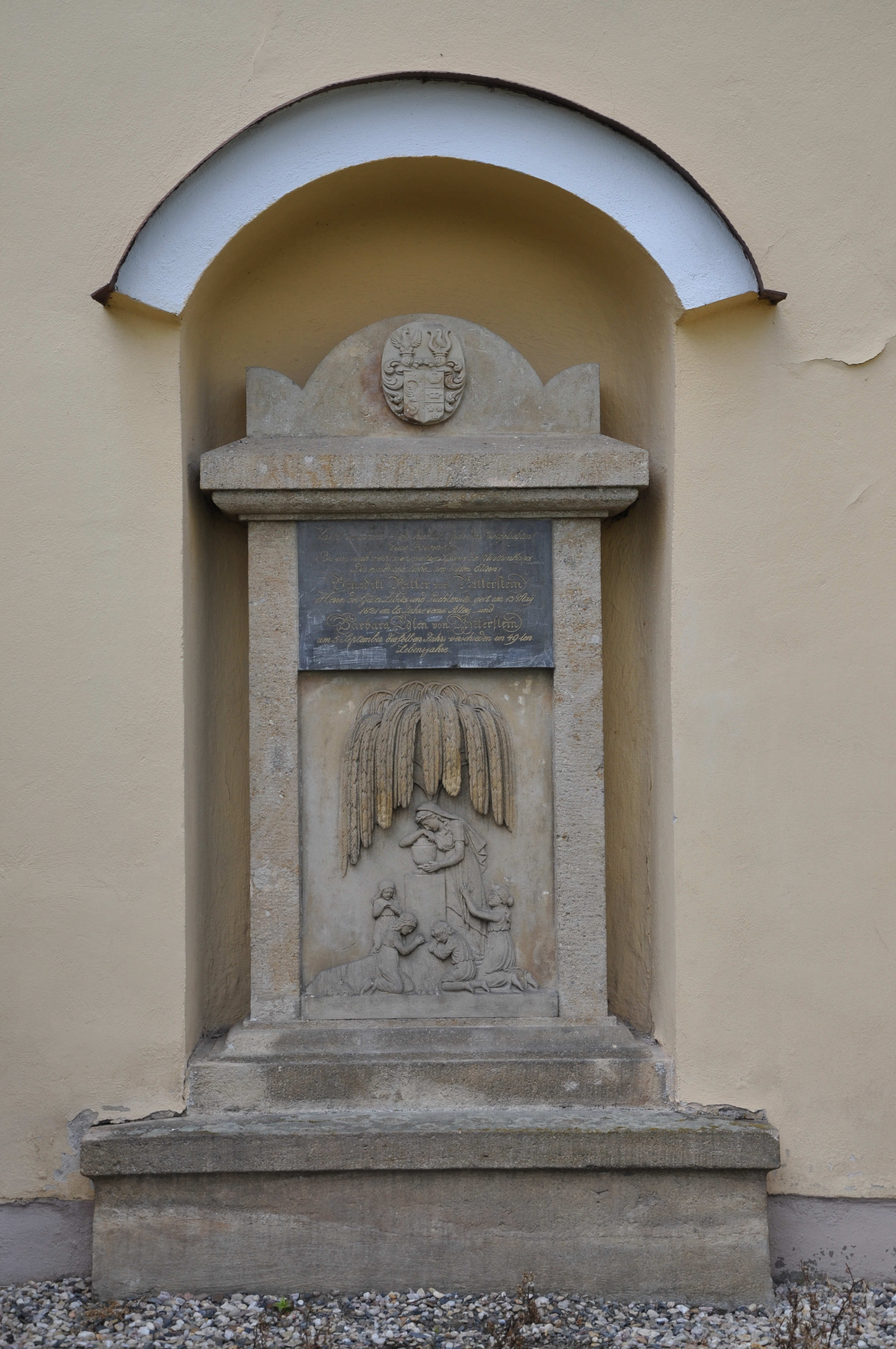
Příklad náhrobníku ve venkovní zdi kostele